# Razed in Black
Razed in Black (comunemente abbreviato in RiB) è un esperimento musicale creato da Romell Regulacion (voce, tastiere, chitarra). Razed in Black fu formato nel 1994 nelle Hawaii e velocemente attrasse l'attenzione dell'etichetta discografica Cleopatra. La musica di RiB ha elementi di industrial, synth-pop, darkwave, e hardcore techno. Prevalentemente appartenente alla scena underground, RiB ha un seguito particolarmente ampio nella scena goth. Romell ha anche pubblicato alcuni album e canzoni con il titolo di Transmutator.

## Discografia
Full listing: Discography page @ razedinblack.net

### Albums
- Shrieks, Laments, and Anguished Cries (1996)
- Overflow (1997)
- Sacrificed (1999)
- Oh My Goth! (EP) (2001)
- Damaged (2003)

### Compilations
- Covered In Black - An Industrial Tribute To The Kings Of High Voltage AC/DC (1997)
- Sonic Adventure Remix- Open Your Heart (Transmutator vs. Razed in Black) (1998)
- 100 Tears - A Tribute to the Cure (1999)
- A Tribute to New Order (2001)
- A Gothic-Industrial Tribute to The Smashing Pumpkins ([2001])
- A Tribute to Nine Inch Nails: Re-Covered in Nails (2001)
- Covered in Nails: A Tribute to Nine Inch Nails (2000)
- Don't Blow Your Cover: A Tribute to KMFDM (2000)
- Electro Cured - An Electro Tribute to The Cure (2004)
- Dark Trance vs. Neogoth Vol. 1&2 (2005)